# Javaklasse
De Javaklasse is een scheepsklasse bestaande uit twee lichte kruisers, die dienstdeden bij de Koninklijke Marine van 1925 tot 1943.

## Schepen in klasse
| Naam    | Kiellegging  | Tewaterlating    | In dienst   | Uit dienst       |
| ------- | ------------ | ---------------- | ----------- | ---------------- |
| Java    | 31 mei 1916  | 6 augustus 1921  | 1 mei 1925  | 27 februari 1942 |
| Sumatra | 15 juni 1916 | 29 december 1920 | 26 mei 1926 | 29 april 1944    |
| Celebes | 14 juni 1917 | x                | x           | x                |

### Hr.Ms. Java
Op 1 mei 1925 werd Hr.Ms. Java in dienst gesteld. Het schip deed dienst tot 27 februari 1942, toen het ten onder ging bij de Slag in de Javazee.

### Hr.Ms. Sumatra
Op 26 mei 1926 werd Hr.Ms. Sumatra in dienst gesteld. Het schip deed dienst tot 29 april 1944, toen het uit dienst ging om vervolgens als golfbreker bij Operatie Overlord te dienen.

### Hr.Ms. Celebes
Op 14 juni 1917 werd een begin gemaakt met de kiellegging van het derde schip, de Celebes, bij de Maatschappij voor Scheeps- en Werktuigbouw Fijenoord in Rotterdam. In 1919 werd door een aantal politieke partijen in Nederland de voorkeur uitgesproken voor een algehele opheffing van de Koninklijke Marine. Hier was geen meerderheid voor in de Tweede Kamer, maar de minister van Marine, Ch.J.M. Ruys de Beerenbrouck, kon de afbouw van de Java en de Sumatra alleen goedgekeurd krijgen door af te zien van de afbouw van de Celebes en de overige drie kruisers die nog op de planning stonden. De bouw van de Celebes werd stilgelegd en de dertig ton rompmateriaal die reeds bewerkt was, werd gesloopt.

## Aanloop
Aan het einde van de 19e eeuw kroop Japan politiek en economisch gezien uit zijn schulp en ontwikkelde het zich razendsnel. Dat leverde in Nederlands-Indië vage onrust op over de plannen die het keizerrijk had. In 1902 maakte die vage onrust plaats voor de overtuiging dat Japan een aanval op de Nederlandse kolonie zou wagen. De vraag was alleen wanneer. Nederland zou die aanval helemaal alleen moeten opvangen, want in dat jaar sloten Japan en Groot-Brittannië een samenwerkingsverdrag waardoor de Britten hun eenheden terugverplaatsten naar de Noordzee. In 1913 kwamen de eerste plannen, er moesten (oorspronkelijk) negen slagschepen gebouwd worden, zes kruisers en tientallen torpedobootjagers, wilde Nederland zichzelf effectief verdedigen tegen de Japanse expansiedrift. De Eerste Wereldoorlog gooide roet in het eten, het veroorzaakte economische problemen en na de oorlog was er een sterk pacifistisch idee aanwezig dat er nooit meer zo'n grote oorlog mocht komen. Hierdoor waren de Nederlandse bevolking en de Tweede Kamer tegen een vlootuitbreiding. De plannen voor de slagschepen gingen niet door, maar de kiel van drie kruisers van de Javaklasse was toen al gelegd. Later werd besloten dat twee van deze schepen afgebouwd mochten worden. De schepen, ontworpen door Krupp Germaniawerf, waren toen ze besteld werden zeer modern. Echter, door schade aan de romp, verouderingen in het ontwerp, brand bij het bedrijf dat de voorstuwing van de Sumatra leverde, de invoering van de achturige werkdag, stakingen en de stagnatie van aanvoer van vooral buitenlandse bouwmaterialen door de Eerste Wereldoorlog en de economische nasleep van deze oorlog kwamen de schepen erg laat in dienst, waardoor ze eigenlijk al verouderd waren voordat ze missie hadden gevaren.

## Ontwerp

### Totstandkoming ontwerp

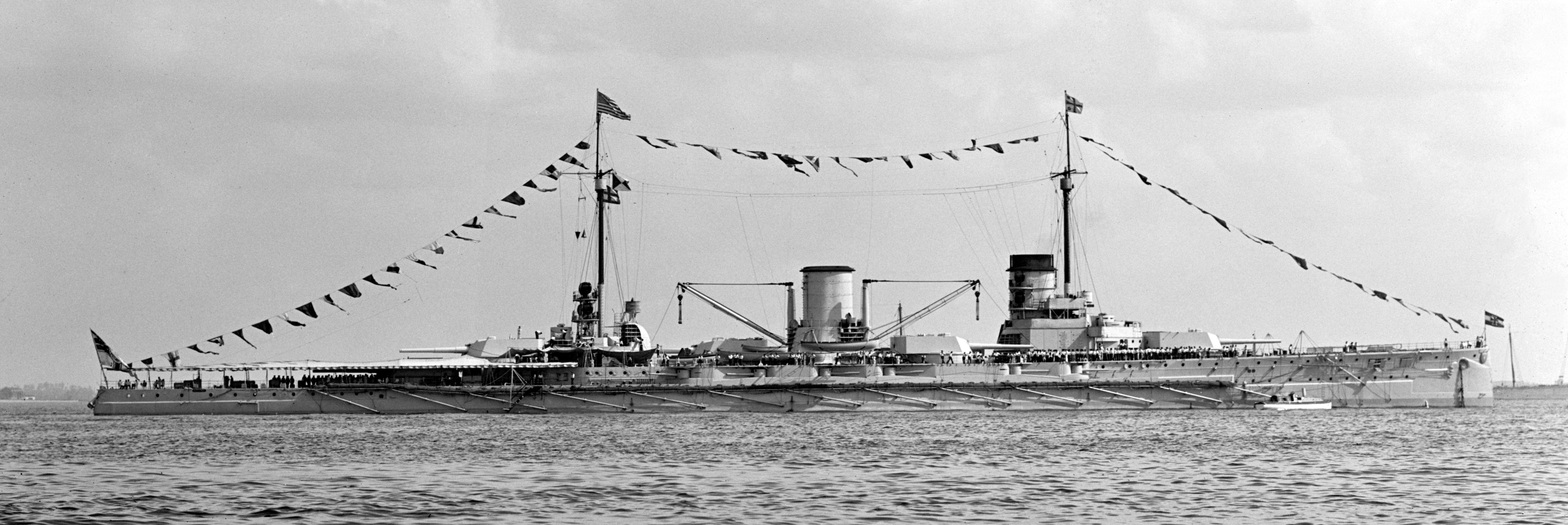
De Duitse slagkruiser SMS Moltke

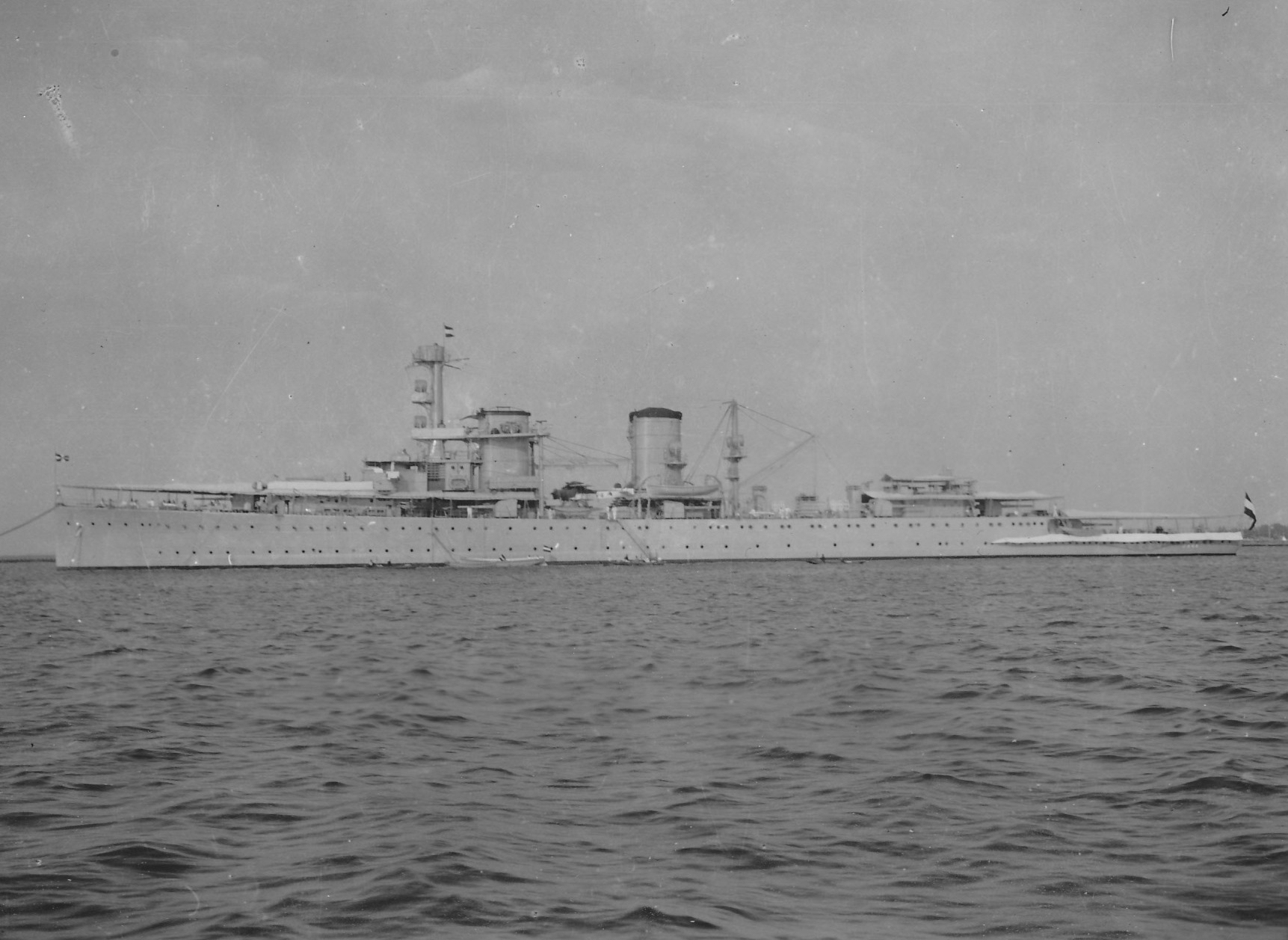
De lichte kruiser de Java

In 1915 kwam de Duitse Krupp Germaniawerf met een voorstel dat leek op de indrukwekkende Duitse Moltke-klasse slagkruisers gebouwd voor de Eerste Wereldoorlog. In principe waren de lichte kruisers slagkruisers, maar dan een tandje kleiner. Zo bestond de primaire bewapening uit tien 150mm-kanonnen en was de waterverplaatsing 6670 ton. De Koninklijke Marine had veel baat bij een zwaar bewapende lichte kruiser, omdat het een antwoord nodig had op de Japanse Tenryū-klasse lichte kruisers. Uiteindelijk kocht de Koninklijke Marine dit ontwerp ook.

### Aandrijving Java
De aandrijving van de Java bestond uit drie Curtis-Parsons-AEG-stoomturbines, aangedreven door acht op olie gestookte ketels en direct aangesloten op de schroefassen. Dit gaf het schip een machinevermogen van 53.637 kW, waarmee het een maximumsnelheid van 30 knopen kon halen. Als het schip met een snelheid van 12 knopen voer, kon het 7725 kilometer afleggen. Het schip had drie driebladige schroeven met een diameter van 4,1 meter.

### Aandrijving Sumatra

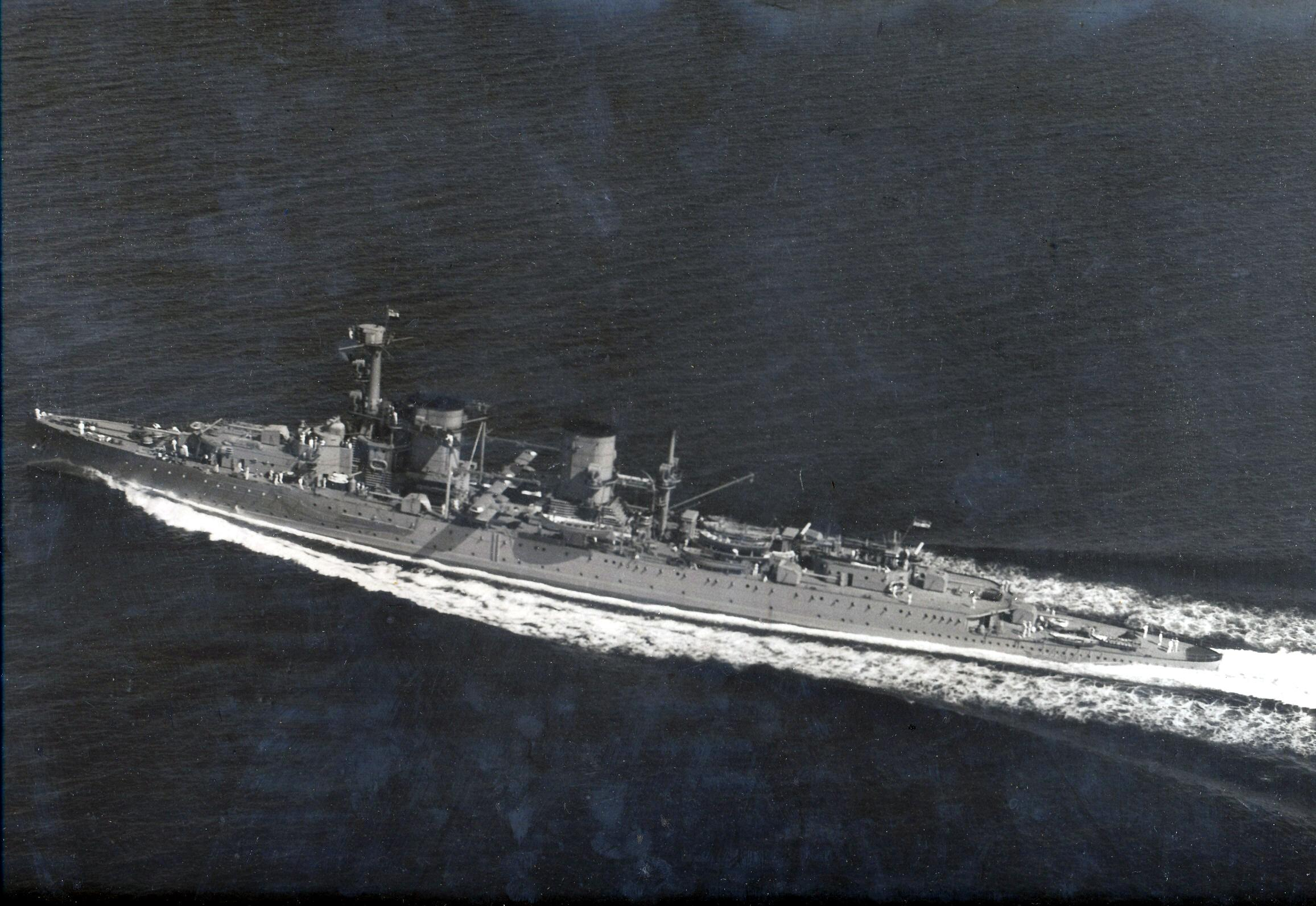
Hr.Ms. Sumatra

De aandrijving van de Sumatra bestond uit drie Zoelly-stoomturbines, aangedreven door acht op olie gestookte ketels en via reductie via tandwielkasten op de schroeven aangesloten. Dit gaf het schip een machinevermogen van 60.250 kW, waarmee het een maximumsnelheid van 31 knopen kon halen. Als het schip met een snelheid van 12 knopen voer, kon het 8050 kilometer afleggen. Het schip had drie driebladige schroeven met een diameter van 4,1 meter. De Sumatra had een andere aandrijving dan de Java, omdat zijn oorspronkelijke aandrijving bij een brand in een pakhuis van de leverancier was verwoest. Later zou dit nog veel problemen opleveren.

### Bewapening
Beide schepen hadden een primaire bewapening van tien 150mm-kanonnen. De secundaire bewapening bestond uit 75mm-kanonnen. Voor de luchtafweer beschikten de schepen over zes stuks 40mm-luchtafweergeschut en zes .50 Browning-machinegeweren. Verder hadden de schepen de beschikking over dieptebommen, een nevelinstallatie en twee Fokker C-11W-watervliegtuigen.

## Modificaties
Eind jaren dertig en tijdens de Tweede Wereldoorlog ondergingen beide schepen enkele veranderingen in het wapenassortiment. Zo werden twee 75mm-kanonnen geschrapt en vervangen door 40mm-snelvuurkanonnen, kreeg de Java twee extra stuks 40mm-luchtafweergeschut en werden de dieptebommen verwijderd.

## Dienst

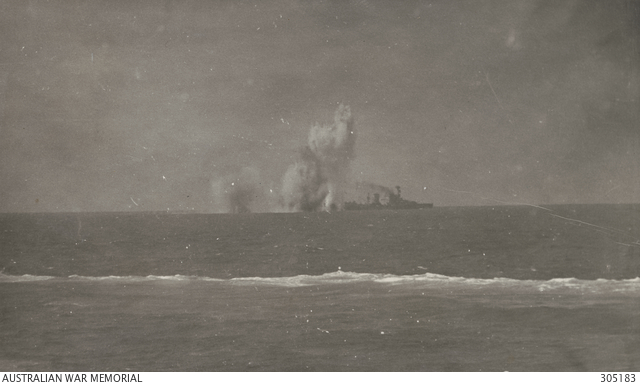
De Java terwijl hij wordt aangevallen door Japanse bommenwerpers

Beide schepen hebben tijdens de Tweede Wereldoorlog dienstgedaan, hieronder een overzicht.

### Dienst Java
Op 15 februari 1942 werd de Java, terwijl hij meevoer met een gedeelte van de ABDA-vloot, aangevallen door Japanse bommenwerpers. Het schip werd niet direct getroffen.
Op 18 februari 1942 nam de Java deel aan de Slag in de Straat Badoeng. Hier richtte hij geen schade aan en raakte hij nauwelijks beschadigd.
Op 27 februari 1942 ging de Java verloren in de Slag in de Javazee. Na enkele artilleriegevechten werd het schip tot zinken gebracht door een torpedo afkomstig van de Japanse zware kruiser de Nachi.

### Dienst Sumatra

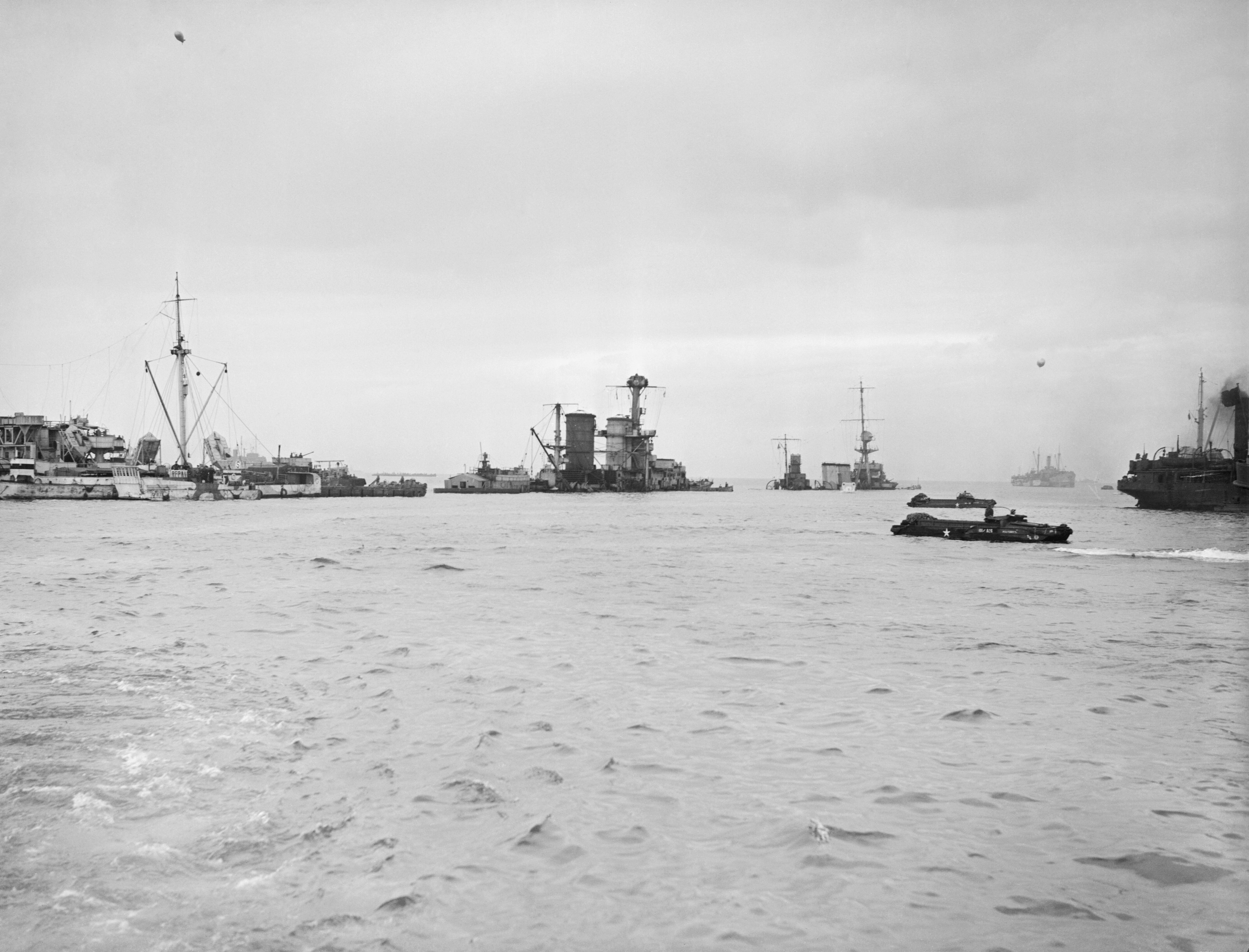
De Sumatra als golfbreker

In de nacht van 11 mei 1940 vluchtte Sumatra naar Engeland.
Op 2 juni 1940 bracht de Sumatra samen met de lichte kruiser Hr.Ms. Jacob van Heemskerck prinses Juliana en haar kinderen naar Canada, omdat koningin Wilhelmina Engeland te onveilig achtte.
Op 23 juni escorteerde de Sumatra een schip met Canadese militairen naar Jamaica. Eenmaal aangekomen op Jamaica escorteerde de Sumatra hetzelfde schip naar Curaçao. Het schip had 280 Britse infanteristen aan boord.
Tot begin augustus 1940 verbleef de Sumatra in Caribische wateren. Hier zocht het schip nog tevergeefs naar de Duitse raider de Widder.
Op 15 oktober 1940 arriveerde de Sumatra in Soerabaja voor grootschalig onderhoud.
Op 27 februari 1942 werd het schip naar Engeland geëvacueerd. Dezelfde dag werd een gedeelte van de Nederlandse vloot vernietigd tijdens de Slag in de Javazee, zo ook zusterschip de Java.
Op 31 oktober 1942 meerde het schip af in Engeland. Het heeft hierna nooit meer in oorlogsdienst gevaren.
Op 29 april 1944 werd het schip buiten dienst gesteld om vervolgens afgezonken te worden in Normandië als golfbreker voor Operatie Overlord, omdat het wegens regelmatige aandrijvingsproblemen niet geschikt was als gevechtsschip.

## Galerij

De Sumatra in 1926
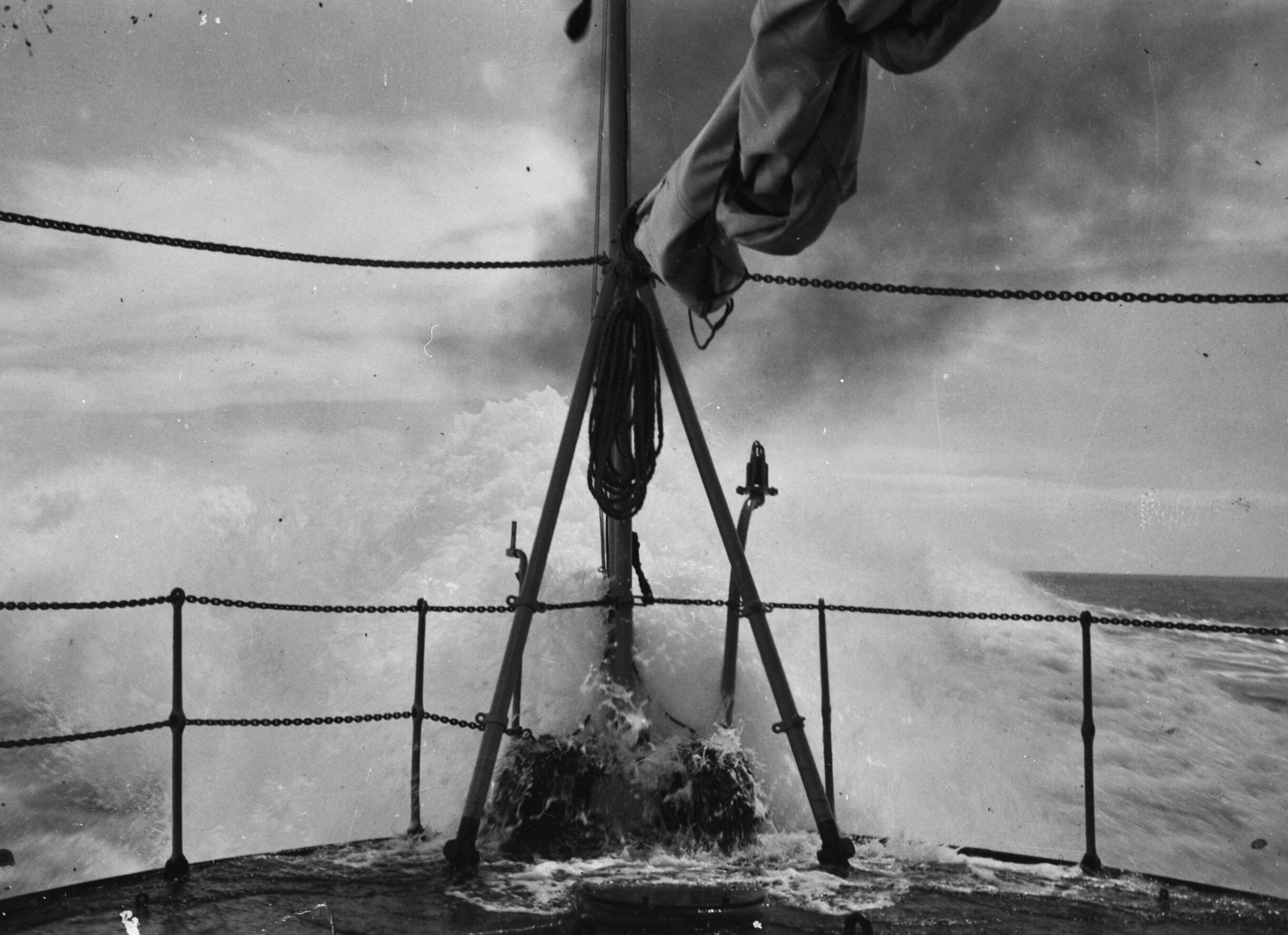
De Sumatra vaart door de golven
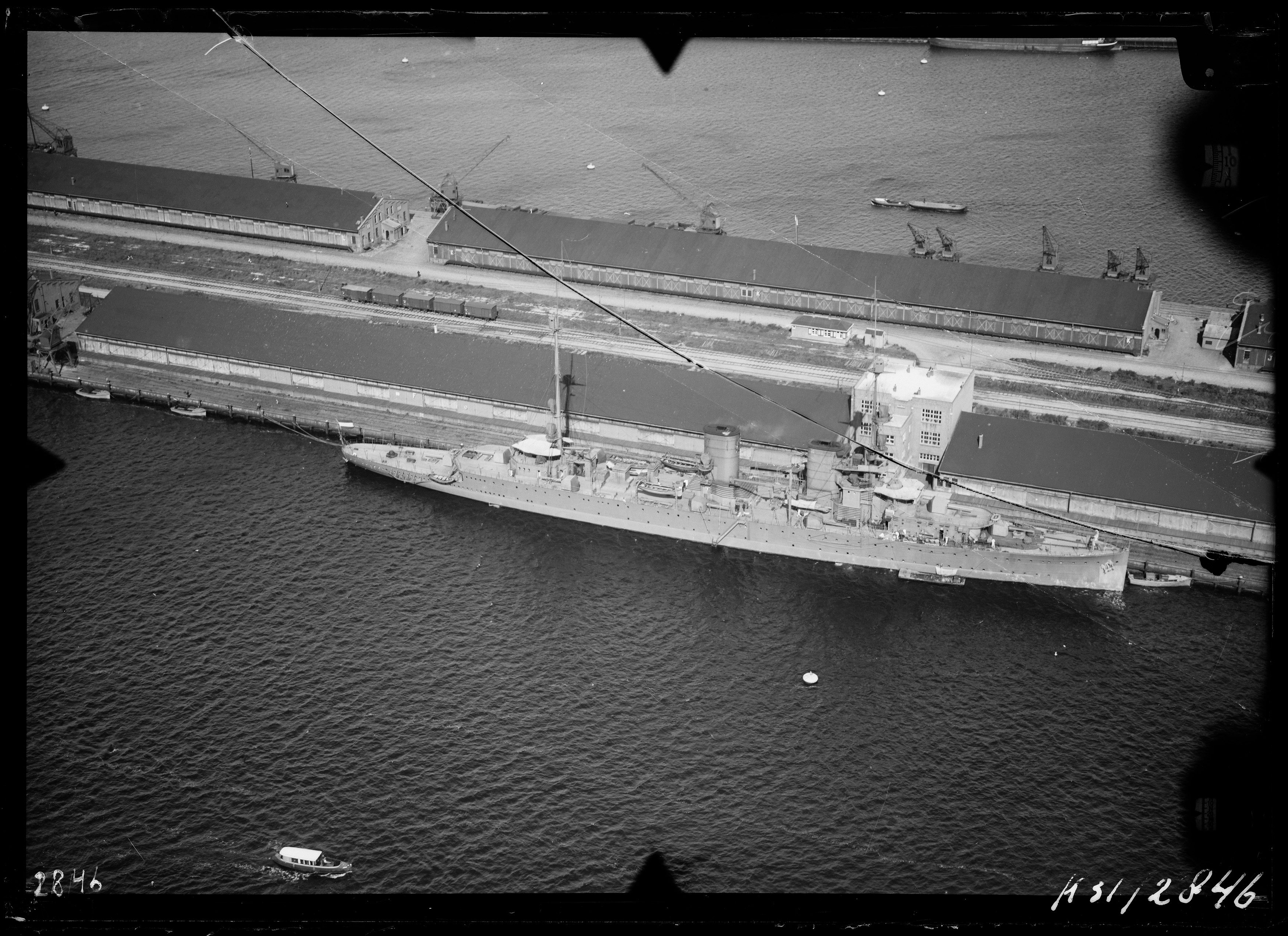
Luchtfoto van de Java
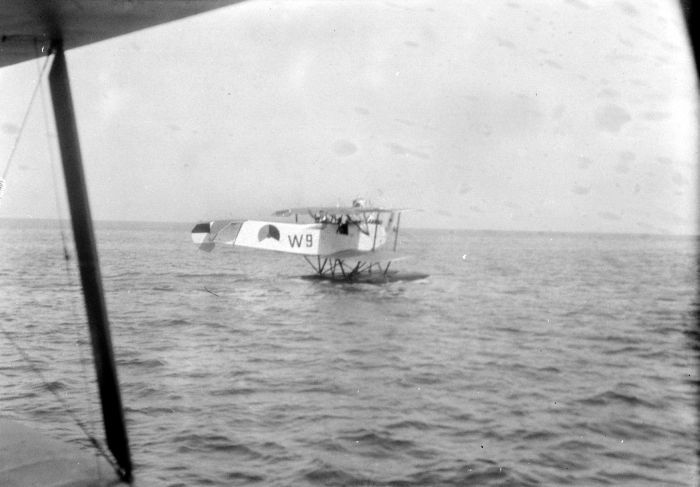
Watervliegtuig van de Java